# Gornja Burgundija
Gornja Burgundija (fr. Haute Bourgogne), također poznata i kao Transjuranska Burgundija (Bourgogne transjurane) ili Transjuranija (njem. Transjuranien; 'Prekjurska') bila je kraljevstvo na području današnje Švicarske i istočne Francuske u ranome srednjem vijeku. Ime je dobila po drevnoj Burgundiji, odnosno gornjem toku rijeke Rhone i gorju Jura, a prostorno je obuhvaćala otprilike zapadni dio današnje Švicarske (Romandiju) i današnju francusku pokrajinu Franche-Comte.

## Povijest
Potječe od vojvodstva u franačkom Karolinškom Carstvu, odnosno teritorija koje su nakon Verdunskog sporazuma 843. bile poznate kao Srednja Franačka. Njih je karolinški car 855. Lotar I ostavio svojim sinovima, s time da je Charlesu od Provanse pripala Gornja i Donja Burgundija. Oko godine 864. područje Gornje Burgundije osvojio je grof Konrad II od Auxerrea iz Starije kuće Welf, koji je tim područjem vladao kao markgrof. Nakon smrti omražena cara Karla Debelog 888. godine, mjesni plemići i biskupi su na skupštini Konradova sina Rudolfa proglasili kraljem Gornje Burgundije.
Rudolfovi pokušaji proširenja vlasti na cijelu nekadašnju Srednju Franačku, odnosno Lotaringiju, nisu uspjeli, ali je Gornja Burgundija očuvala svoju nezavisnost, tako da ga je naslijedio sin Rudolf II. 912. Savez s Donjom Burgundijom je, pak, omogućila udaja njegove majke Guille za donjoburgundskog kralja Huga od Arlesa. Nakon što je Hugo postao kralj Italije, odlučio je svom posinku predati svoje nekadašnje teritorije. Rudolf je tako 933. postao kralj Gornje i Donje Burgundije, te je stvorena država poznata kao Kraljevina Burgundija ili Arelatsko Kraljevstvo, koje se održalo do 1378. kao jedna od sastavnih država Svetoga Rimskog Carstva.